# Лингжи (гевог)

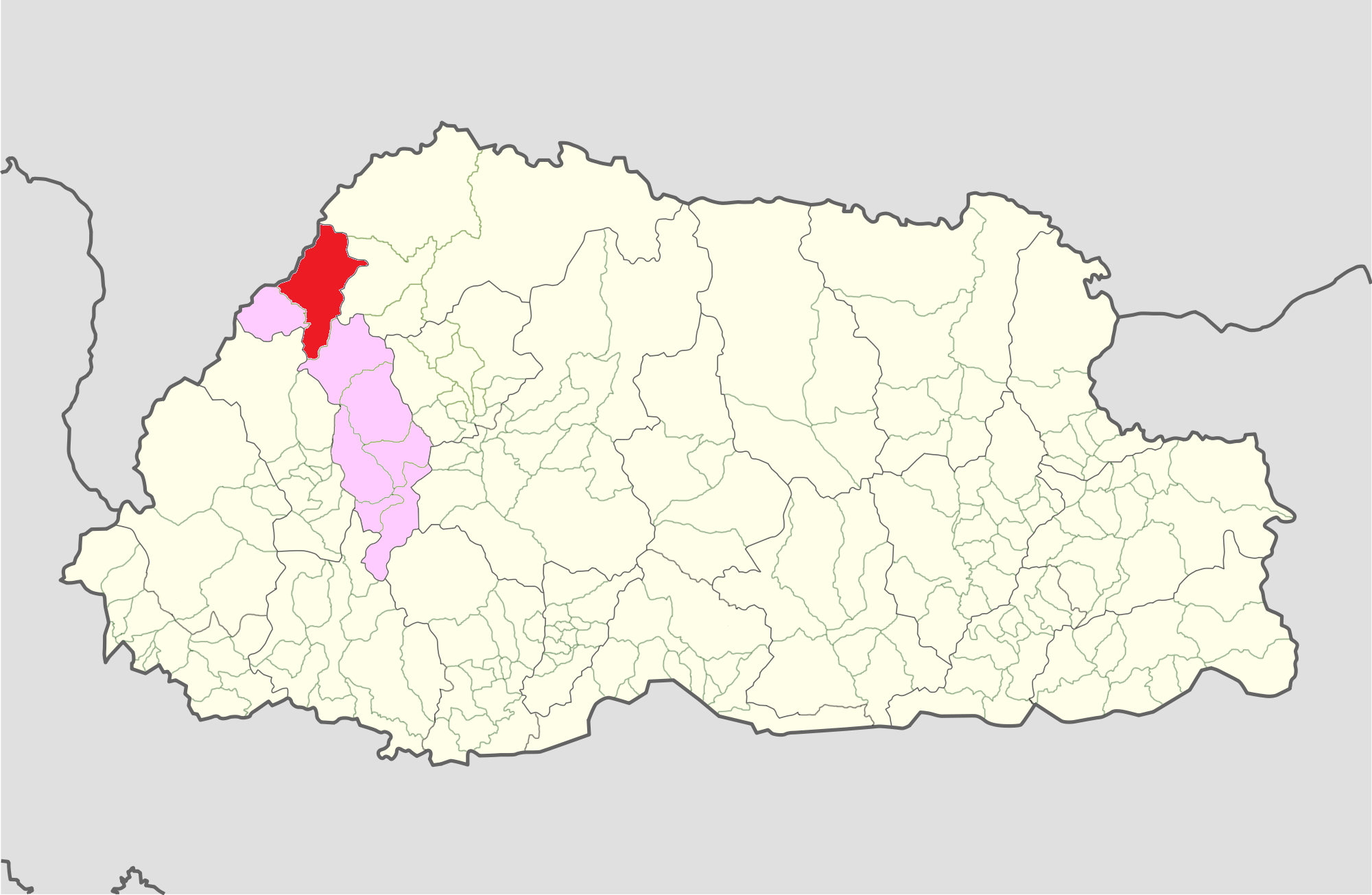
Гевог Лингжи в составе дзонгхага Тхимпху на карте Бутана

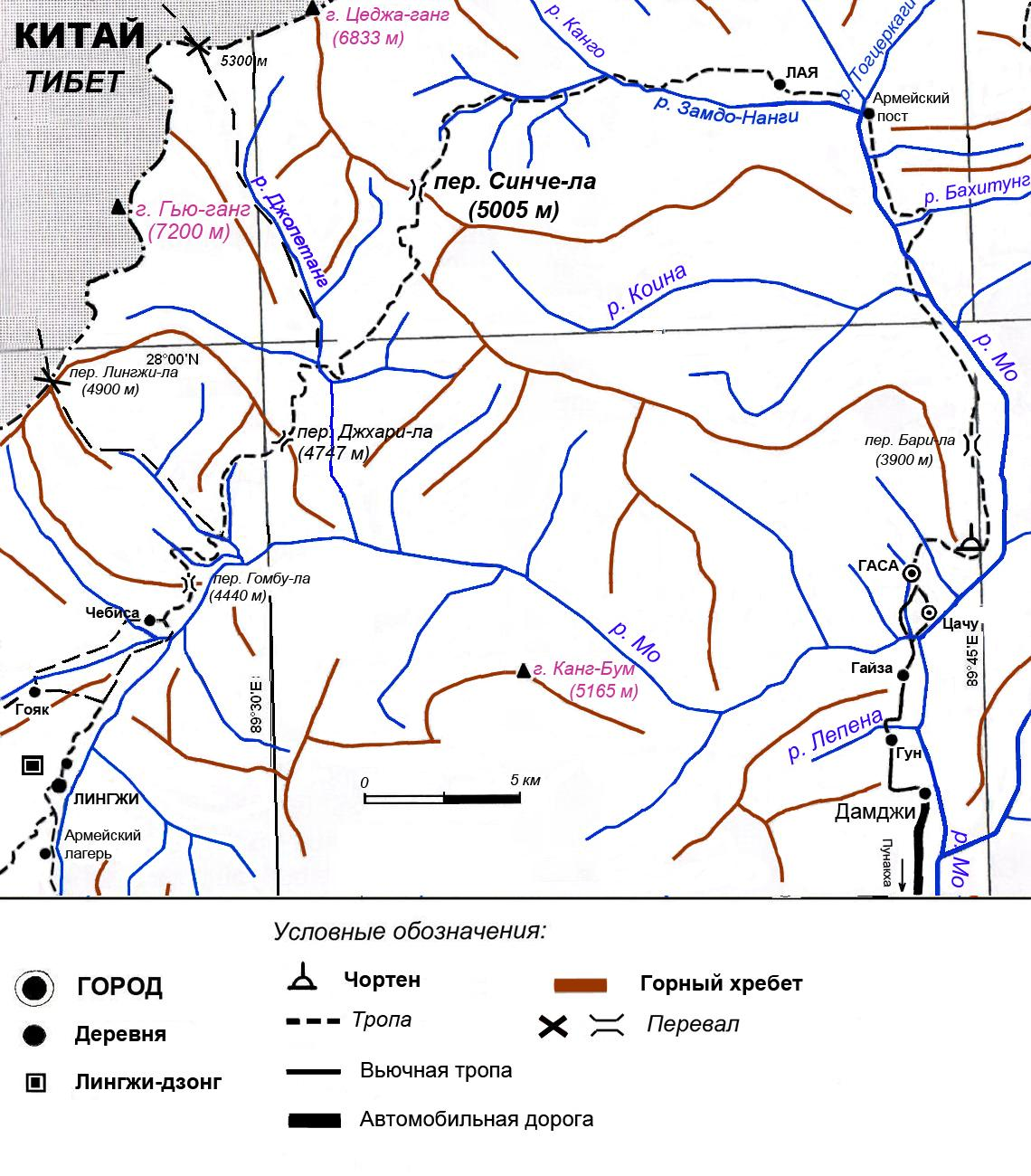
Карта высокогорья от Лингжи до Лая и Гаса

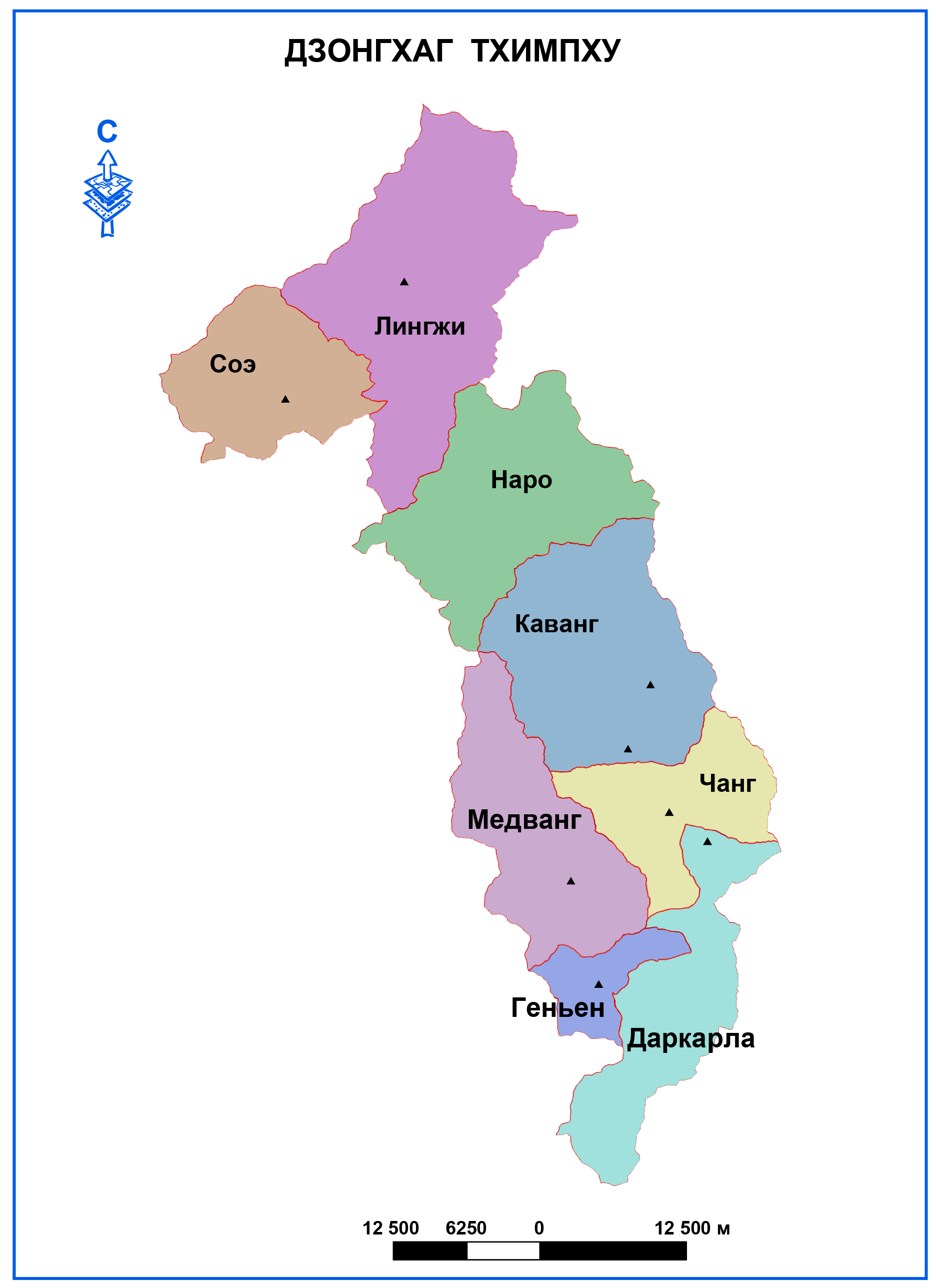
Гевоги дзонгхага Тхимпху

Лингжи (англ. Lingzhi) — гевог в дзонгхаге Тхимпху в Бутане. Вместе с гевогами Соэ и Наро образует дунгхаг Лингжи. Администрация гевога расположена в Лингжи-дзонге. Наименование гевога происходит от имени посёлка Лингжи, в дзонге которого находится администрация.

## География
Гевог полностью расположен на территории Национального парка Джигме-Дорджи. Площадь составляет 386 кв.километров. Высота над уровнем моря — от 3445 м до 6782 м. Через гевог протекает река Мо. Территория гевога вытянута с севера на юг. Небольшая часть границы гевога на юго-западе примыкает к дзонгхагу Паро. Левее от границы с Паро гевог граничит с гевогом Соэ, а на юго-западе гевог граничит с гевогом Наро. На востоке и северо-востоке гевог граничит с дзонгхагом Гаса, а северо-западная граница непосредственно является государственной границей Бутана с КНР.
Через гевог проходит туристский маршрут "Тропа Джомолхари". Гевог входит в "Национальный парк Джигме Дорджи".

## Экономика
Гевог находится в горном районе, поэтому земледелия почти нет. Основным видом деятельности является разведение яков, которые составляют 90 % всего поголовья скота в гевоге.

## Население
В гевог входит 76 домашних хозяйств, расположенных в 9 деревнях. Так как жизнь населения связана с разведением яков, и отдалённостью пастбищ, то предоставление качественных услуг населению затруднено.

## Транспорт и коммуникации
Гевог связан вьючной тропой с Паро, а также с Додена (англ. Dodena) в конце долины Тхимпху. Из деревень гевога можно проходить в некоторые другие деревни дунгхага с помощью деревянных мостов.